# 하우스 허스밴즈
《하우스 허스밴즈》(영어: House Husbands)는 2012년 9월 2일부터 현재까지 나인 네트워크에서 방영중인 드라마이다.